# Дивља ротква
Дивља ротква (Raphanus raphanistrum) је једногодишња или вишегодишња биљка из рода роткви (Raphanus), фамилије купуса (Brassicaceae). Претпоставља се да је предак домаћој роткви/ротквици. Природни ареал ове врсте обувата Азију, а по неким ауторима и област Медитерана. Интродукована је у све делове света, а понегде се сматра инвазивним и штетним коровом (нпр. у Аустралији).

## Опис биљке
Дивља ротква има усправно, разгранато и на попречном пресеку округло стабло, често меснато задебљало, покривено чекињастим длакама. Корен је перасто задебљао, налик ротквици само много мање изражено. Листови су зелене боје, са дршкама, приземни лирастог облика и перасто дељени, горњи листови ланцетасто. Цваст је издужена, појединачни цветови су величине до 20 mm. Крунични листићи могу бити бели, плавичасти, љубичасти, тамноцрвени или жути. Плод (љуска) је варијабилног облика.

## Слике
- хабитус биљке
- цвет

## Систематика
Врста Raphanus raphanistrum се у последње време схвата веома широко. У њене оквире се, као подврсте, убацују врсте претходно сматране добрим врстама:
1. -{Raphanus landra Moretti ex DC. = Raphanus raphanistrum subsp. landra (Moretti ex DC.) Bonnier & Layens
2. Raphanus maritimus Sm. = Raphanus raphanistrum subsp. maritimus (Sm.) Thell.
3. Raphanus rostratus DC. = Raphanus raphanistrum subsp. rostratus (DC.) Thell. }-

Сем ових, постоје и типична подврста, R. r. subsp. raphanistrum, као и R. r. subsp. microcarpus.